# Freddy Rech
Freddy Rech (* 7. Februar 1980 in Albertville) ist ein ehemaliger französischer Skirennläufer.

## Karriere
Rech feierte sein internationales Renndebüt am 12. Dezember 1995 bei einem FIS-Riesenslalom in Les Menuires. Sein erstes internationales Großereignis bestritt er etwas mehr als ein Jahr später, bei den Juniorenweltmeisterschaften 1997 in Schladming. Dort erreichte er als beste Platzierung Rang 19 im Super-G.
Bereits ein Jahr feierte Rech den größten Erfolg seiner Karriere. Bei den im Département Haute-Savoie ausgetragenen Juniorenweltmeisterschaften gewann er die Goldmedaille im Super-G. An diesen Erfolg konnte er in den nächsten beiden Jahren mit weiteren Medaillen bei Juniorenweltmeisterschaften anschließen. 1999 gewann er jeweils Silber im Super-G und im Riesenslalom sowie Bronze im Riesenslalom im Jahr 2000.
Am 5. März 2000 gab Rech beim Super-G von Kvitfjell sein Debüt im Weltcup, wobei er als 44. die Weltcuppunkte um mehr als eine Sekunde verpasste.
In den darauffolgenden Jahren startete Rech hauptsächlich im Europacup sowie vereinzelt im Weltcup. Den größten Erfolg in dieser Zeit feierte er in der Europacupsaison 2001/02 mit dem Gewinn der Super-G-Wertung.
Seine ersten Weltcuppunkte gewann Rech am 28. Februar 2004 beim Riesenslalom in Kranjska Gora. Mit Startnummer 45 fuhr er sensationell auf den dritten Platz. Im zweiten Durchgang viel er um zwei Ränge zurück auf den 5. Platz. Auf die beiden drittplatzierten Alexander Ploner und Fredrik Nyberg fehlten ihm am Ende nur sechs Hundertstelsekunden.
Nach diesem Sensationserfolg gelang Rech im nächsten Winter gleich zweimal der Sprung unter die besten 30 im Riesenslalom. Dadurch konnte er sich für die Weltmeisterschaften in Bormio qualifizieren. Dort belegte er im Riesenslalom den 19. Platz.
In den nachfolgenden Wintern konnte sich Rech nicht mehr in den Weltcuppunkten platzieren. Auch im Europacup verlor er zusehends den Anschluss an die Spitze.
Sein letztes internationales Rennen bestritt er schließlich am 14. August 2006 in Cerro Castor in Argentinien, danach ist er als Rennläufer nicht mehr in Erscheinung getreten.
Nach dem Ende seiner aktiven Karriere gründete er eine Reiseagentur in Genf.

## Erfolge

### Weltmeisterschaften
- Bormio 2005: 19. Riesenslalom

### Weltcup
- Eine Platzierung unter den besten 5

### Juniorenweltmeisterschaften
- Schladming 1997: 19. Super-G, 29. Abfahrt, 29. Riesenslalom
- Haute-Savoie 1998: 1. Super-G, 12. Abfahrt, 28. Riesenslalom, DSQ Slalom
- Pra Loup/Le Sauze 1999: 2. Super-G, 2. Riesenslalom, 26. Abfahrt, 28. Slalom
- Québec 2000: 3. Riesenslalom, 5. Abfahrt, 11. Super-G

### Euroapcup
- Saison 2001/02: 1. Super-G-Wertung
- 3 Podestplätze, davon ein Sieg

| Datum        | Ort    | Land       | Disziplin |
| ------------ | ------ | ---------- | --------- |
| 7. März 2002 | Tignes | Frankreich | Super-G   |

### Nor-Am Cup
- 2 Platzierungen unter den besten 30

### Weitere Erfolge
- 6 Siege bei FIS-Rennen
- Bronze bei den französischen Meisterschaften in der Abfahrt (2000)
- Bronze bei den französischen Meisterschaften im Super-G (2002)